# Bell 525 Relentless
Bell 525 Relentless je srednje velik večnamenski helikopter, ki ga trenutno razvija ameriški Bell Helicopter. Predstavili so ga na Heli-Expo 2012 v Dallasu, prvi let je bil 1. julija 2015. Bell 525 je grajen večinma iz kompozitnih materialov in velja za prvi komercialni helikopter s fly-by-wire kontrolami.Poganja ga bosta dva turbogredna motorja GE CT7-2F1. Glavni rotor bo grajen iz kompozitnih materialov in bo imel 5 krakov. 
Bell 525 bo konkuriral helikopterjem AgustaWestland AW139 in Sikorsky S-92

## Specifikacije (Bell 525)
Podatki iz Bell Helicopter
Splošne značilnosti
- Posadka: 1 ali 2
- Število sedežev: 16 do 20  potnikov ali 7.400 lb (3.400 kg) tovora
- Bruto teža: 20.000 lb (9.072 kg)
- Kapaciteta goriva: 2400 litrov
- Pogon letala: 2 × General Electric CT7-2F1 turbogredni motor, 1.800 shp (1.300 kW)  vsak
- Premer glavnega rotorja:    54 ft 6 in (16,61 m)

Zmogljivost
- Potovalna hitrost: 178 mph; 287 km/h (155 kn)
- Doseg: 575 mi; 926 km (500 nmi) s 1.530 lb (690 kg) tovora
- Višina leta (servisna): 20.000 ft (6.096 m)

Letalska elektronika

- Garmin G5000H